# 대동맥류
대동맥류(大動脈瘤, aortic aneurysm)는 대동맥이 정상 크기 보다 1.5배 이상 커지는 현상이다. 파열되는 경우를 제외하고는 특별한 증상은 없는 것이 보통이다. 간헐적으로, 복부, 등, 다리에 통증이 있을 수 있다.
복부대동맥류("AAA")의 유병률은 2~12%이며 65세 이상 남성의 약 8%에서 발견되는 것으로 보고되었다. AAA로 인한 사망률은 미국에서 연간 약 15,000명, 영국과 아일랜드에서 연간 6,000~8,000명에 달한다. 2001년부터 2006년까지 미국에서는 메디케어 환자에게 약 23만 건의 AAA 수술이 시행되었다.
복부 대동맥에 위치하는 것이 매우 일반적이지만, 흉부 대동맥에 위치하는 경우도 있다. 대동맥류는 대동맥의 벽을 약화시키고 대동맥 파열의 위험을 증가시킨다. 파열이 발생하면 막대한 내부 출혈이 발생하며 즉시 치료를 받지 않으면 쇼크와 사망으로 이어질 수 있다. 하지만 대동맥류가 상행대동맥에 생겼을 경우에는 수술할 필요성이 낮다.
원인은 여전히 활발한 연구 분야이다. 알려진 원인으로는 외상, 감염, 염증성 질환 등이 있다. 위험 요인으로는 흡연, 고령, 이상지질혈증, 고혈압, 관상동맥 질환 등이 있다. 이 질환의 병태 생리학은 초기 동맥 손상이 단백분해효소에 의해 염증과 세포외 기질 단백질 분해를 일으켜 동맥벽을 약화시키는 것과 관련이 있다. 대동맥류는 복부 대동맥에 가장 흔하게 발생하지만 흉부 대동맥에도 발생할 수 있다. 대동맥류는 대동맥 벽의 약화로 인해 발생하며 대동맥 파열의 위험을 증가시킨다. 파열이 발생하면 대량의 내부 출혈이 발생하고 즉시 치료하지 않으면 쇼크와 사망에 이를 수 있다.
고위험군에서는 초음파 검사가 필요하다. 예방은 흡연과 같은 위험 요인을 줄이는 것이며, 치료는 개복 또는 혈관 내 수술로 이루어진다. 대동맥류로 인한 사망자는 1990년 10만 명에서 2013년 전 세계적으로 약 15만 2,000명으로 증가했다.

## 분류
대동맥류는 대동맥의 어느 위치에 발생했는가에 따라 다르게 분류된다.
- 대동맥 근부 동맥류 또는 발살바동 동맥류.

- 흉부 대동맥류는 흉부 내에서 발견되며 상행 대동맥류, 대동맥궁 또는 하행 대동맥류로 더 분류된다.

- 가장 흔한 형태의 대동맥류인 복부 대동맥류, "AAA" 또는 "트리플 A"는 복강 내 대동맥의 해당 부위를 포함한다. 흉복부 대동맥류는 흉부 대동맥과 복부 대동맥을 모두 포함한다.

- 흉복부 대동맥류는 흉부와 복부 대동맥의 일부 또는 전부를 포함하며 흉부 대동맥류와 복부 대동맥류의 구성 요소를 모두 가지고 있다. 크로포드 분류는 5가지 유형을 설명한다.

## 위험 요인
- 관상동맥질환
- 동맥경화증
- 고혈압
- 흡연
- 말초동맥질환
- 마르판 증후군
- 매독

## 징후 및 증상
대부분의 온전한 대동맥류는 증상을 일으키지 않는다. 대동맥류가 커지면 복통과 허리 통증과 같은 증상이 나타날 수 있다. 신경근을 압박하면 다리 통증이나 마비가 발생할 수 있다. 동맥류를 치료하지 않으면 동맥류가 점차 커지는 경향이 있지만, 개인마다 커지는 속도는 예측할 수 없다. 드물게 대부분의 대동맥류를 감싸고 있는 응고된 혈액이 떨어져 나와 색전증을 일으킬 수 있다.
신체 검사로는 동맥류를 발견할 수 없다. 진단을 확인하고 동맥류의 해부학적 범위를 결정하기 위해서는 의료 영상 촬영이 필요하다. 대동맥 궁 동맥류가있는 환자의 경우 일반적인 징후는 대동맥 궁 주위를 감아 후두 근육을 공급하는 미주 신경의 가지 인 왼쪽 재발 성 후두 신경이 늘어나서 쉰 목소리이다.
복부 대동맥류 (AAA)는 흉부 대동맥류보다 더 흔하다. 그 이유 중 하나는 대동맥 벽에 존재하는 주요 하중 지지 단백질인 엘라스틴이 흉부 대동맥에 비해 복부 대동맥에서 감소하기 때문이다. 또 다른 이유는 복부 대동맥에는 대동맥 벽에 영양을 공급하는 혈관인 정맥이 존재하지 않기 때문이다. 대부분의 AAA는 세 개의 층(내막동맥, 중막동맥, 대동맥 내막)을 모두 포함하는 진정한 동맥류이다. AAA의 유병률은 나이가 들면서 증가하며 진단 당시 평균 연령은 65-70세이다. AAA는 죽상 동맥 경화증에 기인하지만 다른 요인도 형성에 관여한다.
대동맥류의 파열 위험은 직경과 관련이 있으며, 동맥류가 약 5cm에 도달하면 연간 파열 위험은 평균 위험 환자의 수술적 치료 위험을 초과할 수 있다. 파열 위험은 모양과도 관련이 있다. 소위 "방추형"(긴) 동맥류는 "천골형"(짧은, 구근형) 동맥류보다 파열 위험이 적은 것으로 간주되며, 후자는 동맥류 벽의 특정 위치에서 벽 장력이 더 높다.
파열 전, AAA는 배꼽 위에 크고 맥동하는 덩어리로 나타날 수 있다. 동맥류의 난류로 인해 파열음이 들릴 수 있다. 그러나 안타깝게도 파열이 대동맥류의 첫 징후일 수 있다. 일단 동맥류가 파열되면 심하고 지속적이며 등으로 방사되는 복통의 전형적인 증상이 나타난다.
복부 대동맥류의 진단은 초음파를 사용하여 확인할 수 있다. 파열은 복부에 자유 체액이 존재함으로써 나타날 수 있다. 조영증강 복부 CT 스캔은 AAA를 진단하고 치료 옵션을 안내하는 가장 좋은 검사이다.
수술 전후 사망률이 높기 때문에 환자의 10~25%만이 파열 후 생존한다. 미국에서 동맥류 파열로 인한 연간 사망률은 약 15,000명이다. 대부분은 복부 동맥류로 인한 것이며 흉부 및 흉부 복부 동맥류가 전체의 1 ~ 4 %를 차지한다.
대동맥류는 벽 약화로 인해 파열 될 수 있다. 대동맥 파열은 외과 적 응급 상황이며 즉각적인 치료를 받더라도 사망률이 높다. 대동맥류 파열로 인한 주말 입원은 평일 입원에 비해 사망률 증가와 관련이 있으며 이는 신속한 외과 적 개입 지연을 포함한 여러 요인 때문일 수 있다.

## 같이 보기
- 대동맥 박리